# Magia Naturalis
Magia Naturalis és una obra publicada per Giambattista della Porta a Nàpols el 1558.
El conjunt de quatre llibres que forma De la Magia Natural , publicat en Nàpols l'any 1558 (quan l'autor tenia aproximadament vint anys), és una obra polèmica que mescla pràctiques de màgia i exposicions científiques. En aquest trobem, entre d'altres, experiments per tenyir la pell de color rosat o per produir préssecs sense pinyol, així com descripcions d'aparents monstres sorprenents com "el drac volador". De fet aquest "drac volador" no era altre que un estel.
És en aquest primer llibre quan l'autor introdueix un dels temes que l'introduirien al món de l'òptica: els miralls corbats. Aquest descobriment el portarà a perfeccionar la seva obra i publicar-ne una nova edició l'any 1589. Serà llavors quan tracti un dels temes més importants en la seva trajectòria científica: la Llanterna màgica. En l'edició en qüestió descriu els efectes de les lents, diferenciant entre les lents convexes i còncaves i els seus efectes i deformacions en les proporcions i distàncies. Aquest tema, per exemple, posa contra les cordes l'autoria de Hans Lippershey o Galileo Galilei respecte la invenció del telescopi. De fet, tant serà l'interès pel món òptic que en dedicarà un volum sencer més endavant en la seva carrera: De la refracció òptica.